# Powiat północno-warszawski
Powiat północno-warszawski – powiat istniejący w II Rzeczypospolitej na terenie miasta stołecznego Warszawy, która była wówczas miastem na prawach województwa. Utworzony 24 sierpnia 1928 na podstawie rozporządzenia Rady Ministrów z 5 lipca 1928 o organizacji i zakresie działania władz administracji ogólnej na obszarze miasta stołecznego Warszawy. 1 kwietnia 1931 z części powiatu utworzono powiat śródmiejsko-warszawski. Na czele powiatu stał starosta grodzki mianowany przez ministra spraw wewnętrznych.

## Starostowie grodzcy
- Jan Wasylkiewicz (do 18 IX 1938[3])
- Jerzy Skrzyński (od 18 IX 1938[3])